# نرفولک اسپانیل
نرفولک اسپانیل {{انگلیسی|Norfolk Spaniel}، نام یکی از نژادهای سگ است که خاستگاه آن به بریتانیا باز می‌گردد.